# Programa Mercury

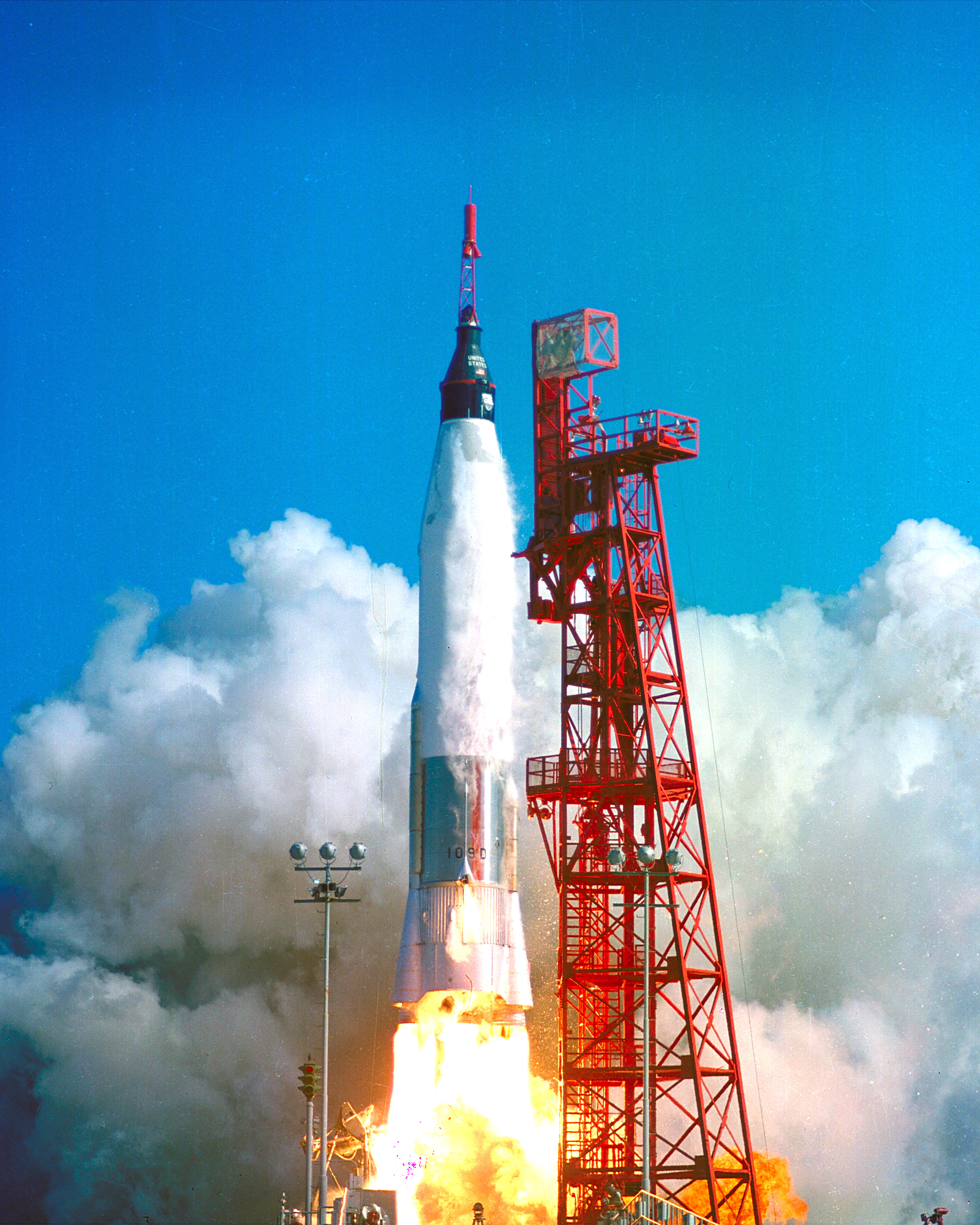
Llançament de la històrica missió Mercury 6 en la que John Glenn es va convertir en el primer nord-americà a orbitar la Terra.

El programa Mercury va ser el primer programa espacial tripulat dels Estats Units, de 1961 a 1963. Va començar el 7 d'octubre de 1958, un any i tres dies després que els soviètics posessin al primer satèl·lit en l'espai, l'Spútnik 1.

## Inicis

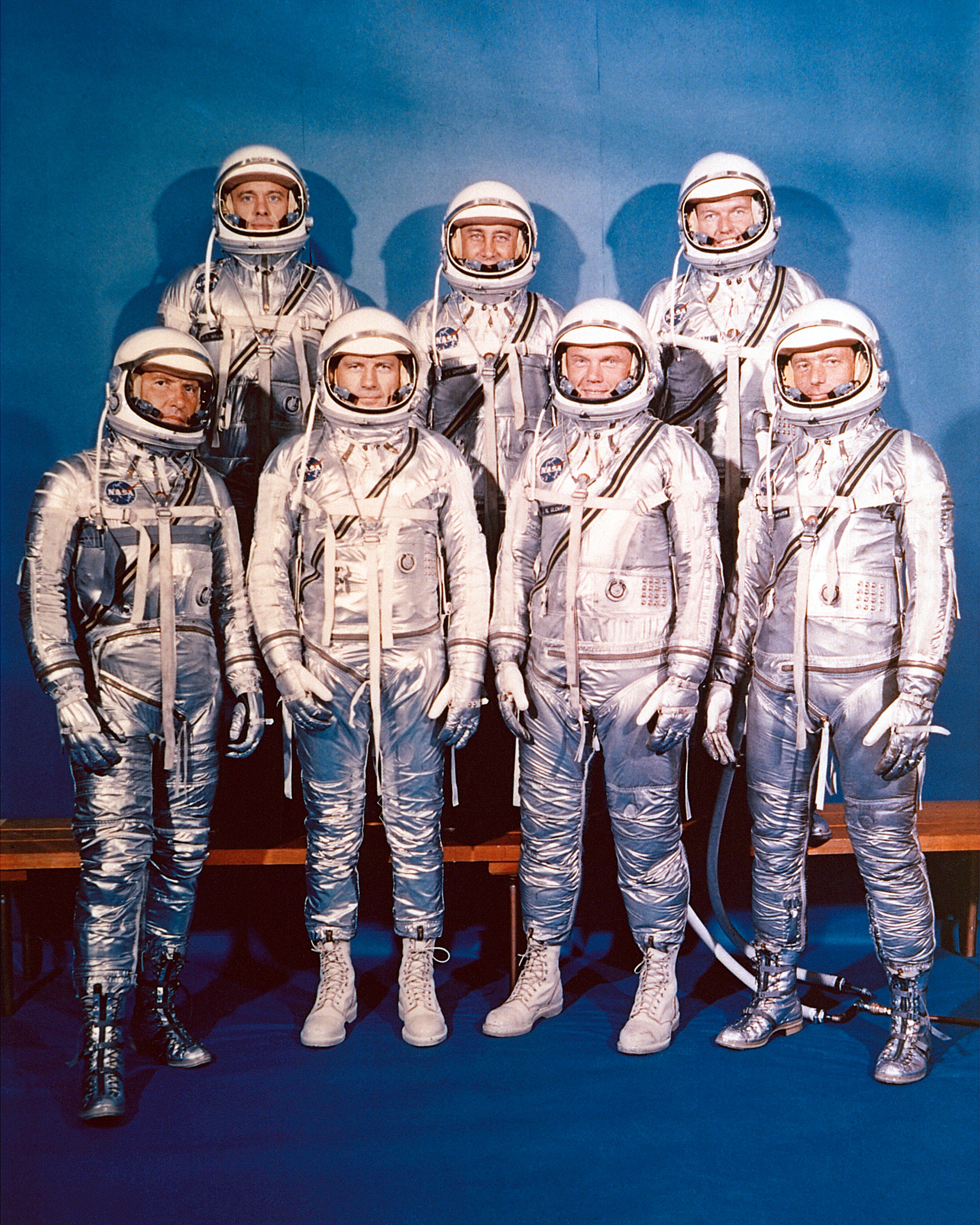
Els set de Mercury. A dalt, d'esquerre a dreta: Alan Shepard, Gus Grissom i Gordon Cooper. A baix, d'esquerre a dreta: Walter Schirra, Deke Slayton, John Glenn i Scott Carpenter.

El projecte Mercury va ser la resposta de la NASA davant del lideratge d'aquell moment de la Unió Soviètica, enfrontada als Estats Units durant la Guerra Freda.
Durant el programa Mercury, els enginyers nord-americans es van veure pressionats davant dels desafiaments que implicaven la construcció d'una nau segura que permetés a un astronauta arribar fins a l'òrbita terrestre sense ser destruït per les enormes velocitats que això implicava. Una altra font de preocupacions eren les situacions extremes pròpies de l'ambient espacial: el buit, les brusques fluctuacions de temperatura i la de nou descoberta radiació de l'espai. Tot això es complicava més si cap per la necessitat de realitzar una reentrada a l'atmosfera a alta velocitat i protegir l'astronauta de les altes temperatures de reentrada mitjançant l'ús d'escuts de protecció tèrmica.

## Càpsula
El resultat va ser la creació d'un vehicle de forma balística sense ales que faria la seva reentrada a l'atmosfera protegit d'un escut tèrmic que es cremaria durant aquesta etapa.
Les càpsules Mercury (dissenyades per Maxime Faget) van utilitzar dos tipus de coets llançadors (o 'boosters', en anglès). Els primers vols suborbitals van ser llançats per coets Redstone dissenyats per l'equip de Wernher von Braun a Huntsville (Alabama). Per als vols orbitals, les càpsules van ser llançades amb els Atlas-D, uns coets modificats a partir d'un míssil balístic. La seva coberta d'acer era molt prima per estalviar pes, per la qual cosa l'estabilitat estructural la hi proporcionava la pressió del combustible interior (quan era buit havia de ser pressuritzat amb gas per evitar el col·lapse del llançador). Aquest mateix problema el tindria la següent família de llançadors per al programa Gemini: els Titan II.

## Equip
Els primers nord-americans a ser escollits per als vols espacials van ser seleccionats d'un grup major de 110 pilots militars elegits per la seva experiència en vols de prova i perquè reunien les característiques físiques necessàries. En 1957 es van seleccionar 7 astronautes per a les missions Mercury:
- Alan B. Shepard
- Virgil I. Grissom
- Gordon Cooper
- Walter Schirra
- Deke Slayton (apartat del projecte per una afecció cardíaca)
- John Glenn
- Scott Carpenter

Només van volar sis dels set astronautes seleccionats. Deke Slayton va ser apartat de la llista de vols a causa d'un problema de cor. Slayton va continuar en el programa espacial com a controlador de missió fins i tot 1975, quan finalment va volar a la missió Apollo-Soiuz, de caràcter merament polític.
El primer vol va ser el d'Alan Shepard a bord de la Freedom 7 ('freedom' significa llibertat), els astronautes nomenaven a les seves pròpies naus i tots ho van fer agregant l'acabament "7" en reconeixement del grup original de 7 "astronautes".
Amb un volum de només 12,33 m³, la càpsula Mercury era prou gran per permetre l'entrada d'un sol astronauta. Dins de la càpsula hi havia 120 commutadors, 55 interruptors elèctrics, 30 fusibles i 35 palanques mecàniques.

## Les missions Mercury
Per a la seguretat de la càpsula els enginyers l'havien provat la primera vegada amb un macaco rhesus conegut com a Ham el Ximpanzé, i posteriorment van passar a fer una altra prova però en aquesta oportunitat amb un maniquí electrònic que respirava, la qual cosa li va permetre als científics determinar l'estabilitat de l'ambient intern de la nau.
Una vegada acabada la fase d'experimentació i entrenament, el 5 de maig de 1961 Alan Shepard realitzava el primer vol suborbital nord-americà. Donat el lideratge soviètic en l'espai, el govern nord-americà va presentar al món aquest vol suborbital com un vol espacial. No seria fins i tot nou mesos més tard, el 20 de febrer de 1962 quan l'astronauta John Glenn es convertiria en el primer nord-americà a orbitar la Terra, repetint així la gesta de Iuri Gagarin. En aquell moment els soviètics ja havien llançat 48 missions orbitals i Valentina Tereixkova es convertiria en la primera dona en l'espai, vint anys abans que la primera nord-americana en l'espai Sally Ride.
Els sis vols de Mercury van totalitzar 2 dies i 6 h de vol espacial i van permetre aprendre que no solament els humans podien arribar a l'espai (com ja havien demostrat els soviètics) sinó que també la necessitat de la seva presència era imperativa per a l'èxit de les missions. Els enginyers nord-americans de terra van aprendre d'aquestes missions la necessitat d'utilitzar xarxes de comunicacions mundials que els permetessin mantenir un contacte constant amb els vols tripulats.
L'últim vol d'una nau Mercury va ser el del Mercury Atlas 9 a la càpsula Faith 7 amb L. Gordon Cooper, Jr. el 15 de maig de 1963, una missió que va concloure l'endemà. Una vegada finalitzat el projecte, l'atenció del programa de vols havia canviat quan el president John F. Kennedy anuncià durant una sessió del Congrés la meta de portar un nord-americà a la Lluna i portar-lo fora de perill de tornada.
Per a 1963 només 500 de les 2.500 persones treballant en el Centre de Vols Tripulats de la NASA continuaven treballant per al programa Mercury (els 2000 restants estaven ocupats treballant en els programes Gemini i Apollo amb els quals la NASA aconseguiria majors avenços i la seva única victòria davant els soviètics).
| Nom oficial         | Nau            | Data de llançament     | Vehicle de llançament | Tripulació        | Objectiu(s)                                        | Resultats |
| ------------------- | -------------- | ---------------------- | --------------------- | ----------------- | -------------------------------------------------- | --------- |
| Mercury Redstone 1  |                | 21 de novembre de 1960 | Redstone              | No tripulada      | Primer intent del Programa Mercury                 | Fracàs    |
| Mercury Redstone 1A |                | 19 de desembre de 1960 | Redstone              | No tripulada      | Primer vol suborbital nord-americà                 | Èxit      |
| Mercury Redstone 2  |                | 31 de gener de 1961    | Redstone              | Ham el Ximpanzé   | Primer vol suborbital nord-americà amb ésser viu   | Èxit      |
| Mercury Redstone BD |                | 24 de març de 1961     | Redstone              | No tripulada      | Vol de Prova                                       | Èxit      |
| Mercury Redstone 3  | Freedom 7      | 5 de maig de 1961      | Redstone              | Alan B. Shepard   | Primer nord-americà en vol suborbital              | Èxit      |
| Mercury Redstone 4  | Liberty Bell 7 | 24 de juliol de 1961   | Redstone              | Virgil I. Grissom | Vol suborbital                                     | Èxit      |
| Mercury Atlas 6     | Friendship 7   | 20 de febrer de 1962   | Atlas                 | John Glenn        | Primer nord-americà en òrbita                      | Èxit      |
| Mercury Atlas 7     | Aurora 7       | 24 de maig de 1962     | Atlas                 | Scott Carpenter   | Vol orbital i experiments científics               | Èxit      |
| Mercury Atlas 8     | Sigma 7        | 3 d'octubre de 1962    | Atlas                 | Walter Schirra    | Vol orbital / primera comunicació per radio en viu | Èxit      |
| Mercury Atlas 9     | Faith 7        | 15 de maig de 1963     | Atlas                 | Gordon Cooper     | Vol orbital / prova de duració i experiments       | Èxit      |